# Tropicanus flectus
Tropicanus flectus är en insektsart som beskrevs av Delong 1944. Tropicanus flectus ingår i släktet Tropicanus och familjen dvärgstritar. Inga underarter finns listade i Catalogue of Life.